# Ivan Milev
Ivan Milev (bolgarsko Иван Милев), bolgarski slikar, grafik in scenograf, * 18. februar 1897, Kazanlak, Okraj Stara Zagora, Bolgarija, † 25. januar 1927, Sofija.
Milev se šteje kot ustanovitelj bolgarskega secesija in eden izmed najbolj znanih bolgarskih umetnikov v zgodovini moderne umetnosti. On je upodobljen na bankovcu petih bolgarskih levov.